# Vladislav Kondratov
Vladislav Jur'evič Kondratov (in russo Владислав Юрьевич Кондратов?; Mosca, 16 settembre 1971) è un ex cestista russo.

## Carriera
Con la Russia ha disputato i Campionati europei del 1993.

## Palmarès
- Coppa di Russia: 1

Lokomotiv Vody: 2000